# Опарино (Московская область)
Опарино — деревня в Сергиево-Посадском районе Московской области, в составе муниципального образования Сельское поселение Шеметовское (до 29 ноября 2006 года входила в состав Марьинского сельского округа).

## Население
| 1859 | 1905 | 2002 | 2006 | 2010 |
| ---- | ---- | ---- | ---- | ---- |
| 171  | ↘125 | ↘14  | ↘13  | ↘3   |

## География

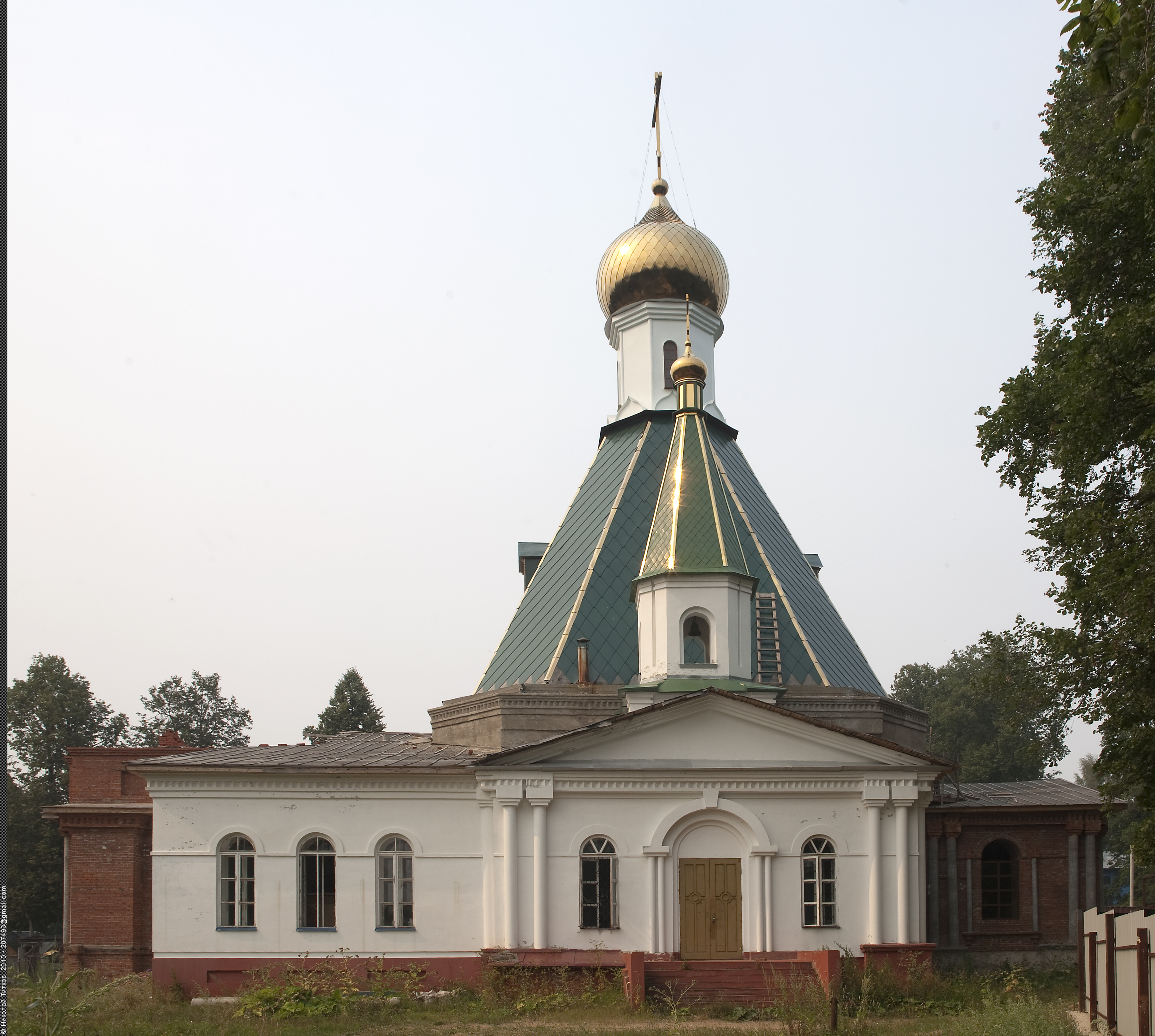
Церковь Богоявления в Опарино

Опарино расположено примерно в 38 км (по шоссе) на северо-запад от Сергиева Посада, на правом берегу запруженной реки Вели (левый приток реки Дубны), высота центра деревни над уровнем моря — 197 м.
В Опарино с 1720 года по 1861 год находилось имение Долгоруковых, от которого сохранились некоторые постройки и парк. В Богоявленской церкви, известной с XVI века и перестроенной князьями в 1720 году, была усыпальница Долгоруковых. Храм взорван в 1962 году, в настоящее время выстроена малая каменная церковь, воссоздаётся старое здание, также действует деревянная одноглавая часовня 2000-х годов постройки.